# Coptidium lapponicum
Coptidium lapponicum (L.) Gand. ex Rydb. – gatunek rośliny z rodziny jaskrowatych (Ranunculaceae Juss.). Występuje naturalnie w północnej części Ameryki Północnej, w Europie Północnej, w Azji Środkowej, na Syberii oraz rosyjskim Dalekim Wschodzie.

## Rozmieszczenie geograficzne
Rośnie naturalnie w północnej części Ameryki Północnej, w Europie Północnej, w Azji Środkowej, na Syberii oraz rosyjskim Dalekim Wschodzie. W Kanadzie został zarejestrowany we wszystkich prowincjach i terytoriach. W Stanach Zjednoczonych występuje na Alsce, w Maine, Michigan, Wisconsin oraz Minnesocie. Ponadto rośnie między innymi na Grenlandii, w Norwegii (wliczając Svalbard), Szwecji, Finlandii, Rosji, Kazachstanie, Kirgistanie, Mongolii, czy w Chinach (w północnej części regionu autonomicznego Sinciang).

## Morfologia
PokrójBylina o lekko owłosionych pędach. Dorasta do 10–15 cm wysokości.
LiścieLiście odziomkowe w zarysie mają kształt od łyżeczkowatego do odwrotnie owalnego. Mierzą 1–2,5 cm długości oraz 0,5–1,5 cm szerokości. Nasada liścia jest klinowa. Liść jest na brzegu ząbkowany. Ogonek liściowy jest nagi i ma 1,5–3,5 cm długości. Liście łodygowe są potrójnie klapowane.
KwiatySą pojedyncze lub zebrane w pary. Rozwijają się na szczytach pędów. Mają żółtą barwę. Osiągają 25 mm średnicy. Mają 5 owalnych działek kielicha, które dorastają do 8 mm długości. Mają 7 odwrotnie owalnych płatków o długości 11 mm.
OwoceNagie niełupki o jajowatym kształcie i długości 2–3 mm. Tworzą owoc zbiorowy – wieloniełupkę o jajowatym kształcie i 5 mm długości.

## Biologia i ekologia
Rośnie na bagnach i podmokłych łąkach. Kwitnie od lipca do sierpnia.